# التهاب رئوي كيميائي
الالتهاب الرئوي الكيميائي أو (بالإنجليزية: Chemical pneumonitis)‏ الالتهاب الرئوي الشفطي (بالإنجليزية: Aspiration pneumonitis)‏ هو التهاب يحدث في الرئة بسبب استنشاق مادة مهيجة. أحيانا ما يسمى بذات الرئة الكيميائي لكن سببه لا يعود لعدوى.

## الأنواع
الالتهاب الرئوي الكيميائي على نوعين هما:
- الالتهاب الرئوي الكيميائي الحاد
- الالتهاب الرئوي الكيميائي المزمن

## المسببات
من المواد المهيجة التي يمكنها أن تسبب الالتهاب الرئوي الكيميائي:
- القيء[2]
- الباريوم المستخدم في تصوير الجهاز الهضمي
- وقود السيارات المبتلع[2] أو غيره من مشتقات النفط المقطرة
- المبيدات المبتلعة أو الممتصة خلال الجلد[2]
- غازات من عملية الطلي الكهربائي[2]
- الدخان[2]

كما يمكن أن يحدث بسبب الاستنشاق.
إن متلازمة ماندلسون هي أحد أشكال الالتهاب الرئوي الكيميائي.
يجب تجنب إعطاء الزيوت المعدنية للتناول من قبل الأطفال أو الحيوانات الأليفة أو الأشخاص الذين يعانون من السعال أو فتق حجابي أو ارتجاع ليلي لأنها يمكن أن تسبب مضاعفات مثل الالتهاب الرئوي الشمحي.

## الأعراض
الالتهاب الرئوي الكيميائي الحاد
- السعال[2]
- صعوبة في التنفس[4]
- أصوات غير طبيعية من الرئة[2]
- ألم في الصدر وحرقة وضيق[4]

الالتهاب الرئوي الكيميائي المزمن
- سعال مستمر[4]
- ضيق في التنفس[2]
- زيادة التحسس للآلام التنفسية[4]

أعراض الالتهاب الرئوي الكيميائي المزمن قد تظهر أو لا تظهر، وقد تحتاج لأشهر أو سنوات حتى تصل للدرجة التي يمكن ملاحظتها.